# Lụa Byzantine

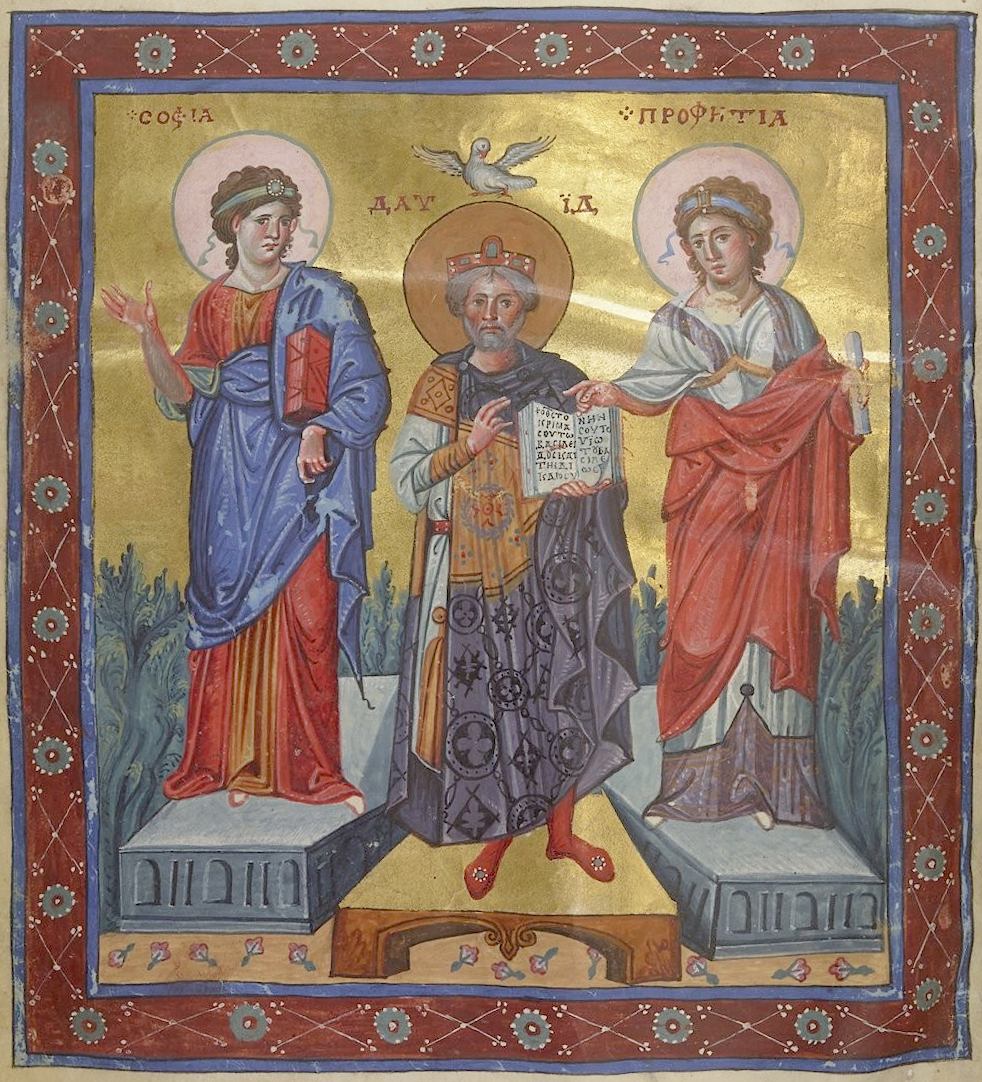
David, giữa những nhân cách hóa của Trí tuệ và Tiên tri, được miêu tả trong một bức lụa Byzantine có hình mẫu. Paris Psalter, thế kỷ thứ 10.

Lụa Byzantine là lụa dệt tại Đế quốc Byzantine (Byzantium) từ khoảng thế kỷ thứ tư cho đến khi Constantinopolis thất thủ vào năm 1453.
Thủ đô Constantinopolis của đế quốc Byzantine là trung tâm dệt tơ tằm đầu tiên ở Châu Âu. Tơ lụa là một trong những mặt hàng quan trọng nhất trong nền kinh tế Byzantine, được cả đế quốc sử dụng làm phương tiện thanh toán và ngoại giao. Lụa thô được mua từ Trung Quốc và được chế tác thành những loại lụa cao cấp có giá cao trên khắp thế giới. Sau đó, tằm đã được nhập lậu vào đế quốc Byzantine và lụa nhập khẩu dần dần trở nên ít quan trọng. Sau triều đại Justinian I, việc sản xuất và bán lụa trở thành một độc quyền của hoàng gia, lụa chỉ được sản xuất trong các nhà máy đế quốc, và chỉ bán cho những người mua được uỷ quyền.
Các loại lụa Byzantine nổi tiếng với màu sắc rực rỡ của chúng, sử dụng các sợi bằng vàng, và các thiết kế phức tạp ngang với các mẫu thêu vải dệt bằng khung cửi. Byzantium thống trị sản xuất lụa ở châu Âu trong suốt Sơ kỳ Trung Cổ, cho đến khi ngành dệt lụa Ý thành lập vào thế kỷ 12 và cuộc chinh phục & phá vỡ đế chế Byzantine trong cuộc Thập tự chinh lần thứ tư (1204).

## Sách tham khảo
- Burnham, Dorothy K. (1980) Warp and Weft, A Textile Terminology, Royal Ontario Museum, ISBN 0-88854-256-9.
- Dodwell, C.R. (1982) Anglo-Saxon Art, A New Perspective, Manchester UP, ISBN 0-7190-0926-X (US edn. Cornell, 1985)
- Feltham, Heleanor B. (2009) Justinian and the International Silk Trade, in: Sino-Platonic Papers, No.: 194 (2009).
- Hoffman, Eva R. (2007): Pathways of Portability: Islamic and Christian Interchange from the Tenth to the Twelfth Century, in: Hoffman, Eva R. (ed.): Late Antique and Medieval Art of the Mediterranean World, Blackwell Publishing, ISBN 978-1-4051-2071-5
- Jenkins, David, ed. (2003) The Cambridge History of Western Textiles, Cambridge University Press, ISBN 0-521-34107-8.
- Mannas, Lisa (2008) Merchants, Princes and Painters: Silk Fabrics in Northern and Italian Paintings 1300–1550, Appendix I:III "Medieval Silk Fabric Types and Weaves", Yale University Press, ISBN 978-0-300-11117-0
- Laiou, Angeliki E., ed. (2002), The Economic History of Byzantium: From the Seventh through the Fifteenth Century Lưu trữ ngày 18 tháng 2 năm 2012 tại Wayback Machine, Dumbarton Oaks.
- Schoeser, Mary. (2007) Silk, Yale University Press, ISBN 0-300-11741-8.